# Lista do Patrimônio Mundial no Paraguai
A Organização das Nações Unidas para a Educação, a Ciência e a Cultura (UNESCO) propôs um plano de proteção aos bens culturais do mundo, através do Comité sobre a Proteção do Património Mundial Cultural e Natural, aprovado em 1972. Esta é uma lista do Patrimônio Mundial existente no Paraguai, especificamente classificada pela UNESCO e elaborada de acordo com dez principais critérios cujos pontos são julgados por especialistas na área. O Paraguai, que ocupa uma região de rica biodiversidade no continente sul-americano e reúne um relevante legado cultural guarani e guaná, ratificou a convenção em 27 de abril de 1988, tornando seus locais históricos elegíveis para inclusão na lista.
O sítio Missões Jesuítas de La Santísima Trinidad de Paraná e Jesús de Tavarangue foi o primeiro local do Paraguai incluído na lista do Patrimônio Mundial da UNESCO por ocasião da 17ª Sessão do Comitè do Património Mundial, realizada em Cartagena das Índias (Colômbia) em 1993. Desde então, este permanece como o primeiro e único sítio do Paraguai classificado como Patrimônio da Humanidade, sendo este de classificação Cultural. 

## Bens culturais e naturais
O Paraguai conta atualmente com os seguintes lugares declarados como Patrimônio da Humanidade pela UNESCO:
| | Missões Jesuítas de La Santísima Trinidad de Paraná e Jesús de Tavarangue |
| Bem cultural inscrito em 1993. |                                                                           |
| Localização: Itapúa |                                                                           |
| Além de seu interesse artístico, essas missões são representativas das iniciativas sociais e econômicas que acompanharam a cristianização da bacia do Rio da Prata pela Sociedade de Jesus nos séculos XVII e XVIII. (UNESCO/BPI) |                                                                           |

## Lista Indicativa
Em adição aos sítios inscritos na Lista do Patrimônio Mundial, os Estados-membros podem manter uma lista de sítios que pretendam nomear para a Lista de Patrimônio Mundial, sendo somente aceitas as candidaturas de locais que já constarem desta lista. Desde 2018, o Paraguai possui 6 locais na sua Lista Indicativa.
| Sítio                                               | Imagem | Localização                                     | Ano  | Dados UNESCO          | Descrição |
| --------------------------------------------------- | ------ | ----------------------------------------------- | ---- | --------------------- | --- |
| Sistema Ferroviário Presidente Carlos Antonio López |        | Central / Paraguarí / Guairá / Caazapá / Itapúa | 1993 | Cultural              | O sistema foi inaugurado em 1861 e inclui, além da construção de estradas da época, as oficinas, maquinários e acessórios que são acionados pela figura de uma caldeira, os sistemas de água corrente por gravidade, os sistemas de comunicação do século passado - telefonar a um ímã e telégrafo, locomotivas a vapor e bens móveis e imóveis - estações e conjuntos arquitetônicos algumas das cidades ferroviárias - e seu percurso constitui uma viagem por áreas de grande valor paisagístico. |
| Parque Nacional do Ybytyruzú                        |        | Guairá                                          | 1993 | Natural               | A área possui uma grande riqueza em termos de flora e fauna, vestígios arqueológicos, grutas e abrigos com pinturas rupestres em baixo e alto relevo. |
| Parque Nacional Tinfunke                            |        | Presidente Hayes                                | 1993 | Natural               | A área protege o ecossistema úmido do Chaco e também os locais históricos da Guerra do Chaco (1932 - 1935) entre o Paraguai e a Bolívia. O parque foi criado pelo Decreto nº 18.205, de 4 de maio de 1956 e constitui um importante refúgio para a reprodução da fauna silvestre. |
| Reserva da Biosfera Mbaracayú                       |        | Canindeyú                                       | 2003 | Misto: (iii)(x)       | A Reserva Natural da Floresta Mbaracayú (MFNR) possui 64.405,7 hectares, localizada na região leste do Paraguai próximo à fronteira com o Brasil, uma área com pequenas propriedades e numerosos estabelecimentos de pecuária na Serra de Mbaracayú (Karapa). No leste, existem várias propriedades, fazendas e duas comunidades indígenas de diferentes parcialidades étnicas, e no sul e leste, existem fazendas de tamanhos variados. |
| Pantanal Paraguaio                                  |        | Alto Paraguai                                   | 2018 | Natural: (vii)(ix)(x) | Este local foi designado como Zonas Úmidas de Importância Internacional (também conhecido como local Ramsar) pela Convenção de Zonas Úmidas de Importância Internacional. Este local é globalmente importante devido à transição entre os ecossistemas do Chaco, Pantanal, Amazônia e Mata Atlântica (BAAPA). É também uma Área Importante para Aves (IBA), pois 22 espécies de aves migratórias (a maioria delas migrantes neárticas) utilizam o local como ponto de parada. O Pantanal paraguaio é igualmente importante para a conservação de mamíferos carismáticos, como o lobo-guará (Chrysocyon brachyurus), veado-do-brejo (Blastocerus dichotomus), puma (Puma concolor), onça-pintada (Panthera onca), ariranha (Pteronura brasiliensis), tatu-gigante (Priodontes maximus) e o tamanduá-bandeira (Myrmecophaga tridactyla). A maioria desses mamíferos é considerada em alguma categoria da Lista Vermelha de Espécies Ameaçadas da IUCN. |
| Complexo Ferroviário e Vila Inglesa de Sapucai      |        | Paraguarí                                       | 2018 | Cultural: (ii)(iv)    | Localizada a 90 km da capital Assunção, a cidade de Sapucai é conhecida por seu fascinante complexo ferroviário. A cidade de Sapucai foi construída entre 1887 e 1894 e tornou-se não apenas uma estação na linha férrea, mas um local onde os trens da locomotiva a vapor foram reparados e construídos. |